# Bon Jovi

Logotyp zespołu

Bon Jovi – amerykański zespół rockowy założony w 1983 roku przez Johna Bongiovi (później Jon Bon Jovi) w Sayreville w New Jersey. W 2018 wprowadzony do Rock and Roll Hall of Fame.

## Historia

### Przed założeniem zespołu
Historia zespołu Bon Jovi zaczyna się od Johna Bongioviego. Jako 12-letni chłopak założył pierwszy zespół o nazwie Starz. W liceum przewodził Atlantic City Expressway, czyli grupie, w której grał z późniejszym klawiszowcem Bon Jovi, Davidem Rashbaumem. Jako szesnastolatkowie grali głównie w klubach, gdzie oficjalnie można było wchodzić dopiero po ukończeniu 21 roku życia.
Przygoda Bongioviego z Atlantic City Expressway skończyła się wraz z ukończeniem liceum. W tym czasie piosenkarz otrzymał pracę jako dozorca w nowojorskim studiu nagraniowym Power Station, należącym do jego kuzyna, Tony’ego Bongioviego. Nocą nagrywał w studiu swoje pierwsze piosenki.
Momentem zwrotnym w jego karierze stał się konkurs talentów zorganizowany przez lokalną stację radiową WAPP. Zbierano utwory na składankę z piosenkami lokalnych artystów bez kontraktu płytowego. Bongiovi poprosił paru muzyków sesyjnych (wśród nich obecnego basistę Bon Jovi, Hugh McDonalda) o nagranie wspólnie z nim jego utworu „Runaway”. Piosenka znalazła się na wspomnianej składance i została radiowym hitem. Zachęcony sukcesem Bongiovi ruszył wraz z innymi muzykami w trasę koncertową, by promować piosenkę (występował wtedy pod szyldem The John Bongiovi Band).

### Lata 80.: Formowanie zespołu
W tym czasie zainteresowało się nim kilka wytwórni płytowych. Przetarg wygrała firma Mercury, będąca częścią koncernu PolyGram. Bongiovi miał zagwarantowany kontrakt i swój pierwszy przebój. Nie miał jednak zespołu. Przypomniał sobie o dawnym koledze, Davidzie Rashbaumie, zwerbował także basistę Aleca Johna Sucha i perkusistę Hectora Samuela Juana „Tico” Torresa – muzyka sesyjnego, który występował z Alekiem w zespole The Phantom’s Opera. Rola gitarzysty przypadła sąsiadowi i przyjacielowi Johna, Dave’owi „The Snake” Sabo, który później znajdzie miejsce w Skid Row. W takim składzie występowali początkowo pod nazwą John Bongiovi And The Wild Ones, a swój pierwszy występ mieli w klubie Fast Line w New Jersey.
W tym czasie zespołem zainteresował się gitarzysta Richie Sambora, który chciał dołączyć do muzyków. Pomimo początkowej niechęci Bongioviego, ostatecznie Samborę przyjęto do zespołu. Przed wydaniem płyty muzycy zmienili swoje pseudonimy artystyczne: David Rashbaum zaczął posługiwać się pseudonimem David Bryan, a John Bongiovi występował jako Jon Bon Jovi. W tym czasie sam zespół musiał przybrać nazwę. Propozycjami wytwórni były nazwy Johny Lightning i Victory, ale nie spodobały się one liderowi. Ostatecznie zaczęli występować jako Bon Jovi.

### 1984–1985:Tough Talki7800° Fahrenheit
W lutym 1984 roku ukazał się pierwszy album grupy o roboczym tytule Tough Talk. Ostatecznie zrezygnowano z tego tytułu i pozostawiono na okładce samą nazwę Bon Jovi. Album był niejednolity muzycznie, gdyż słychać było na nim ballady („Love Lies”), ale i utwory metalowe („Roulette”). Na płycie umieszczono również utwór, który jako jedyny nie był autorstwa zespołu – „She Don’t Know Me”. Bon Jovi ruszyli w trasę koncertową po Stanach, wyjechali do Europy, pojawili się też w Japonii. Otwierali koncerty wielu światowych zespołów, takich jak m.in. Scorpions, ZZ Top czy Kiss.
Zaraz po zakończeniu trasy Bon Jovi ponownie weszli do studia, by nagrać swój drugi album. Atmosfera podczas nagrań była dość napięta. Ze względu na „wysoką temperaturę” w czasie pracy nad albumem nazwano go 7800° Fahrenheit. Płyta ujrzała światło dzienne w 1985 roku i nie zyskała dużego uznania krytyków oraz fanów. Grupa znów ruszyła w trasę, która zapewniła jej kolejnych wielbicieli. Chociaż trasa była całkiem udana, wytwórnia była bliska zrezygnowania z dalszej współpracy z Bon Jovi.

### 1986–1989:Slippery When Wet
W tym czasie zespół zmienił współpracowników, a ich nową płytę wyprodukował Bruce Fairbain. Trzeci album Bon Jovi powstał w Vancouver, gdzie po nagraniu płyty zespół nie miał tam najlepszej reputacji. Niemal każdy wieczór muzycy spędzali w klubach ze striptizem, co miało wpływ na nazwę ich nowego albumu. Podczas jednej z takich wizyt, Bon Jovi obserwowali nagie tancerki, polewające ciało wodą z mydłem. W pewnym momencie manager zespołu, Doc Mcghee miał zaproponować nazwę: Chłopaki, co sądzicie o tytule «Slippery When Wet»?.
Mimo dobrego producenta, grupie trudno było wybrać z trzydziestu nagranych piosenek te, które ostatecznie znajdą się na płycie. Pomogli im w tym młodociani bywalcy pizzerii, którym muzycy puszczali po kolei piosenki, obserwując przy tym ich reakcje. Płyta pt. Slippery When Wet trafiła na sklepowe półki w 1986 roku. Pierwszym singlem promującym płytę był utwór „You Give Love a Bad Name”. Stał się on pierwszym hitem zespołu, zajął pierwsze miejsce w Stanach Zjednoczonych na liście najlepiej sprzedających się singli, a dzięki następnej wydanej piosence, „Livin’ on a Prayer” cała płyta osiągnęła podobny sukces na liście sprzedaży. W ramach promocji Bon Jovi wyruszyli w pierwszą wielką trasę koncertową o nazwie The Never Ending Tour, w ramach której zagrali ponad 190 koncertów.
Kolejnym singlem z płyty została piosenka „Wanted Dead or Alive”, którą zespół wykonał podczas gali rozdania MTV Video Music Awards 1989. Muzycy zaprezentowali się na scenie w skromnym, akustycznym wydaniu, co zapoczątkowały tzw. koncerty „unplugged”.

### 1990:New Jerseyi zawieszenie działalności
Po zakończeniu trasy koncertowej zespół ponownie wszedł do studia, by nagrać materiał na czwartą płytę studyjną o roboczym tytule Sons of the Bitches. Ostatecznie album został nazwany New Jersey. Płyta stała się kolejnym sukcesem zespołu i dotarłą na szczyt list przebojów w wielu krajach na świecie. Krążek promowany był przez single: „Bad Medicine”, „Born to Be My Baby” czy „I’ll Be There for You”, które zajmowały pierwsze miejsca na wielu międzynarodowych listach przebojów.
Bon Jovi ponownie ruszyli w trasę koncertową, która nosiła nazwę Jersey Syndicate. W ramach promocji albumu zagrali ok. 250 koncertów na całym świecie. Pomimo powodzenia trasy, zespół zdecydował się na zawieszenie kariery.

### Lata 90.

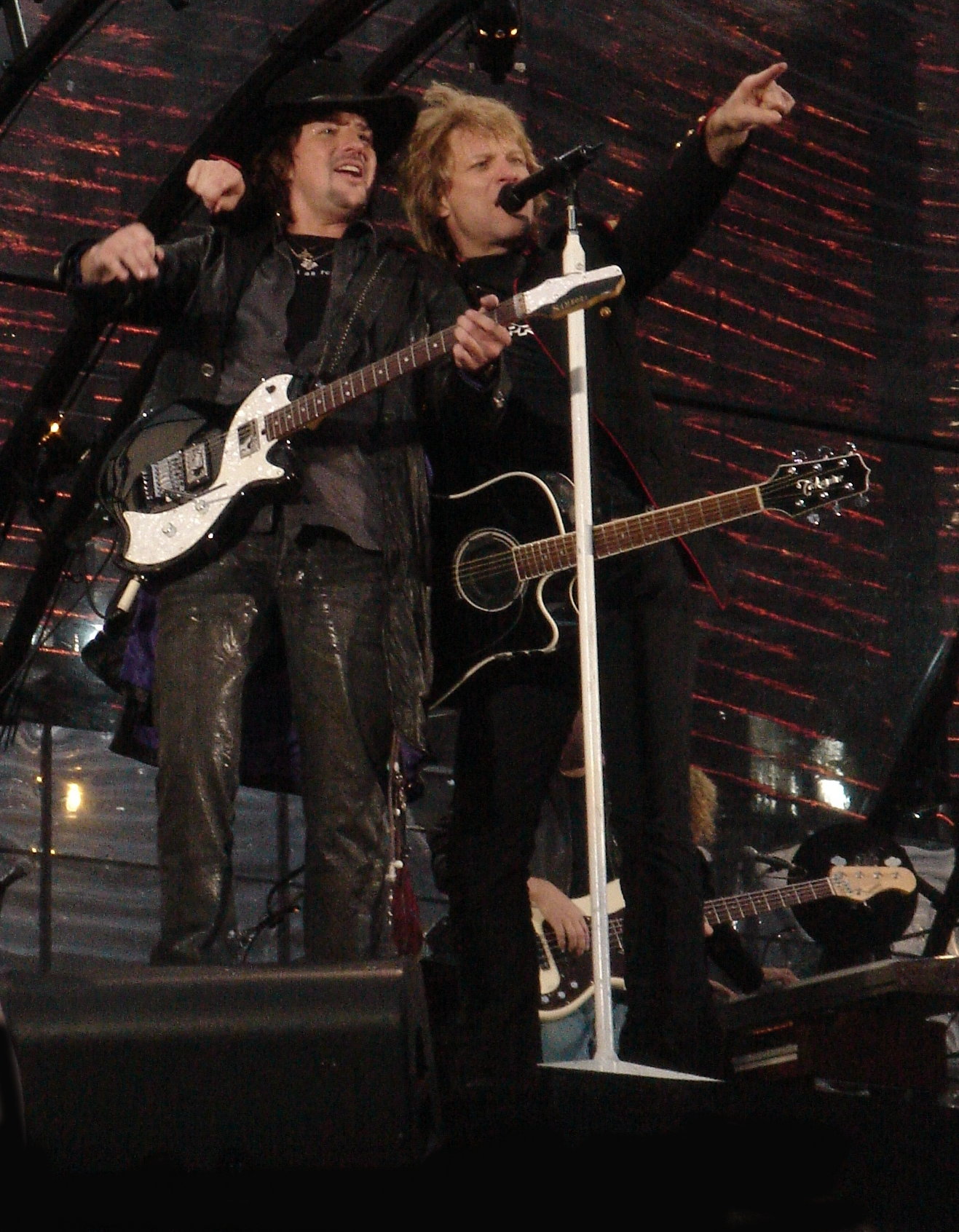
Jon Bon Jovi i Richie Sambora podczas koncertu w Dublinie, maj 2006

Po jakimś czasie muzycy powrócili do studia, gdzie zaczęli nagrania materiału na piątą płytę studyjną. Album zatytułowany Keep the Faith ukazał się w 1992 roku. W ramach jego promocji Bon Jovi zagrali kilka koncertów klubowych, a potem odbyli światową trasę koncertową. W 1994 roku zespół świętował 10-lecie istnienia Bon Jovi. W tym samym roku, w atmosferze konfliktu ze składu odszedł Alec John Such. Bon Jovi chcieli wydać nowy album studyjny, ale Bruce Fairbain nie miał wolnych terminów, ponieważ po wyprodukowaniu płyt Slippery When Wet i New Jersey stał się wziętym producentem. Zespół wydał w zamian okolicznościową składankę pt. Cross Road – The Best of Bon Jovi, na której znalazło się trzynaście przebojów grupy oraz dwie całkiem nowe piosenki – „Someday I’ll Be Saturday Night” i „Always”.
Niemal od razu po wydaniu Cross Road Bon Jovi ponownie wzięli się do pracy, a nowym basistą został Hugh McDonald. Nagrywanie materiału na nową płytę trwało bardzo długo, ponieważ Bongiovi nie zaakceptował pierwszej wersji, dlatego trzeba było wszystko nagrywać od nowa. Ostatecznie płyta zatytułowana These Days została wydana w 1995 roku. Album promowany był przez pięć singli, z których jedynie umiarkowanym sukcesem stała się piosenka „This Ain’t a Love Song”. W ramach promocji Bon Jovi zagrali blisko 250 koncertów na całym świecie. Pobili rekord publiczności zebranej na koncercie na stadionie Wembley w Londynie, który został sfilmowany i uzupełnił wideografię zespołu. Po zakończeniu trasy koncertowej pod koniec 1996 roku członkowie zespołu zdecydowali się na kolejną przerwę w działalności.
W 1998 roku muzycy Bon Jovi spotkali się ponownie i nagrali piosenkę „Real Life” wykorzystaną w ścieżce dźwiękowej do filmu ED TV. W 1999 roku Bon Jovi weszli do studia, by nagrać nowy album. W studiu umieszczono mnóstwo kamer, z których obraz przekazywany był na oficjalną stronę zespołu. Początkowo płyta miała nazywać się Sex Sells, ale zmieniono nazwę na Crush. Album ukazał się w maju 2000 roku, a pierwszym singlem go promującym był utwór „It’s My Life”. Piosenka odniosła sukces i została najlepiej sprzedającym się singlem roku w wytwórni. Sam album zdobywał szczyty list przebojów w wielu krajach. Sukces płyty Crush przerósł oczekiwania zespołu, a album sprzedano w ponad 7 milionach egzemplarzy na świecie. Wraz z sukcesem na listach zespół dostawał wiele nominacji, w tym pierwsze dla nich nominacje do nagrody Grammy. Następne single – „Say It Isn’t So” i „Thank You For Loving Me” – nie odniosły wielkiego sukcesu komercyjnego. W tym czasie zespół zagrał wiele koncertów oraz wystąpił m.in. na gali rozdania Nagród Nobla, targach Expo oraz Wielkim Ślubie 50 par.

### XXI wiek
Po zakończeniu promującej album trasy koncertowej Bon Jovi znów pozwolili sobie na chwilę odpoczynku. John zagrał w kilku filmach, a reszta zespołu zajęła się swoim życiem prywatnym. W 2001 roku muzycy wydali płytę koncertową zatytułowaną One Wild Night Live 1985–2001. Pierwszym singlem promującym była piosenka „One Wild Night 2001”, która była nową wersją piosenki z albumu „Crush”. Zespół znów ruszył w trasę, która okazała się ogromnym sukcesem. Zespół wystąpił m.in. na zakończenie zimowej olimpiady w Salt Lake City.
W studiu Bon Jovi spotkali się ponownie na początku 2002 roku. Album pod tytułem Bounce ukazał się jesienią, a wcześniej, promujący go singel „Everyday”. Część utworów inspirowana była atakami z 11 września. Trasa koncertowa The Bounce Tour zakończyła się latem 2003 roku. Niemal od razu po jej zakończeniu Bon Jovi mieli zamiar nagrać album akustyczny z największymi przebojami zespołu. Jednak w czasie nagrywania plany nieco się zmieniły i płyta, która z założenia miała być akustyczna, stała się zbiorem hitów grupy w nowej aranżacji i nosiła tytuł This Left Feels Right – The Greatest Hits... with a Twist. Album ukazał się również w wersji limitowanej z dołączonym DVD, zawierającym piosenki z akustycznego występu AOL Sessions. Jedynym koncertem promującym płytę był występ w Borgata Hotel Casino w Atlantic City, który wydany został na DVD w 2004 roku. Tenże rok przyniósł dwa ważne wydarzenia w historii zespołu: 20-lecie działalności grupy oraz przekroczenie liczby 100 milionów sprzedanych płyt. Oba te wydarzenia zespół połączył za sprawą boxsetu 100 Million Bon Jovi Fans Can’t Be Wrong. Wydawnictwo zawierało pięć płyt: cztery krążki z 38 wcześniej niepublikowanymi piosenkami oraz z 12 znanymi, ale nie znajdującymi się na płytach utworami. Piąta płyta (DVD) zawierała wypowiedzi zespołu i kilka fragmentów z życia grupy, które wcześniej nie były opublikowane. W 2004 roku Bon Jovi otrzymali, „za wkład włożony w amerykańską muzykę rozrywkową”, prestiżową nagrodę Award Of The Merit na gali MTV American Music Awards.

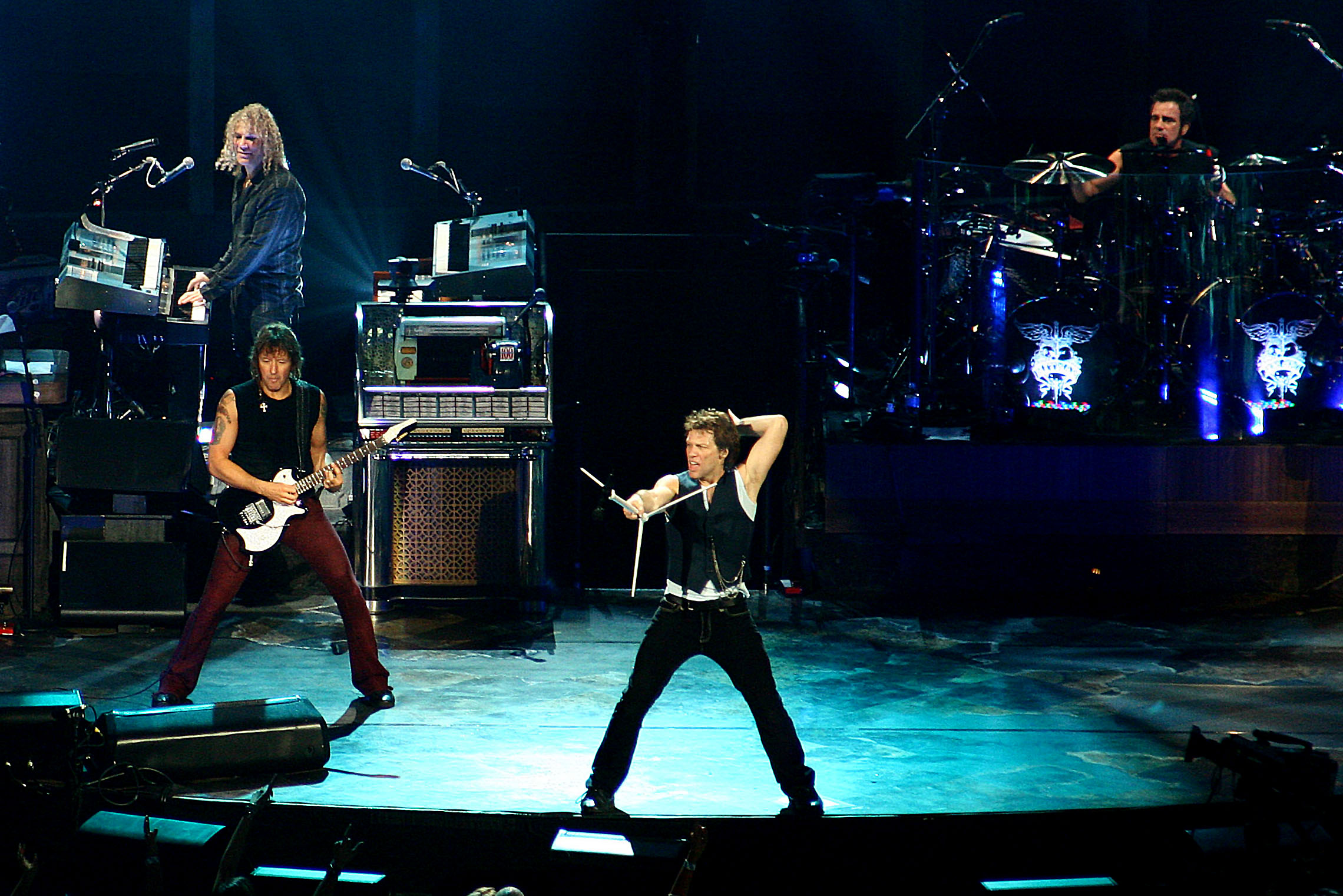
Bon Jovi podczas koncertu, listopad 2007

W lipcu 2005 roku zespół uczestniczył w „Live 8”, koncercie charytatywnym zorganizowanym przez Boba Geldofa oraz Bono. Koncert ten zorganizowano 20 lat po pierwszym koncercie „Live Aid” w 1985 roku. Ostatniego dnia sierpnia 2005 roku na gali World Music Awards zespół został uhonorowany Diamond Award dla twórców, którzy sprzedali ponad 100 milionów swoich płyt.
We wrześniu 2005 roku ukazała się kolejna studyjna płyta zespołu zatytułowana Have a Nice Day. Album inspirowany był dzieciństwem Johna i dorastaniem, ale także wydarzeniami politycznymi (singel tytułowy opowiada o wygranej George’a W. Busha w wyborach prezydenckich). Płyta promowana była przez single „Have a Nice Day”, „Welcome to Wherever You Are” i „Who Says You Can’t Go Home”. Ostatni singiel zajął pierwsze miejsce na Billboard Country, dzięki czemu Bon Jovi stali się pierwszym rockowym zespołem w historii, który zdobył szczyt listy z muzyką country. Piosenka zapewniła zespołowi także pierwszą nagrodę Grammy oraz statuetkę People’s Choice Awards.
Krążęk sprzedawał się dobrze i zajął pierwsze miejsce na światowej i europejskiej liście oraz w wielu krajach, takich jak np. Japonia, Australia, Austria czy Holandia. 2 listopada tego samego roku rozpoczęła się światowa trasa koncertowa HAND Tour, która okazała się ogromnym sukcesem, zajmując 3. miejsce w rocznym podsumowaniu tras na świecie przez magazyn Billboard (około 120 mln zysku).
Zaraz po zakończeniu trasy zespół udał się do Nashville, gdzie powstawał materiał na ich kolejną płytę studyjną. Inspiracją do napisania utworów były m.in. wydarzenia z życia klawiszowca (Bryan) i gitarzysty (Sambora). Obaj stracili swoich ojców i rozwodzili się po kilku latach wspólnego życia ze swoimi żonami. Nagrywanie płyty szło bardzo szybko, ale i tak zespół powrócił do studia, by nagrać pięć nowych piosenek. Premiera albumu zatytułowanego Lost Highway miała odbyć się w lutym, ale została przełożona na połowę czerwca. Płyta promowana była piosenką „(You Want to) Make a Memory”. W pierwszym tygodniu po premierze album dotarł do drugiego miejsca na światowej liście sprzedaży. W drugim tygodniu Bon Jovi zdominowali rynek światowy, sprzedając około 489 tys. egzemplarzy płyty. Krążek trafił na szczyt listy w Japonii, dzięki czemu Bon Jovi stał się jedynym zespołem spoza Japonii, który umieścił tam cztery swoje płyty na pierwszym miejscu notowania.
7 lipca 2007 roku Bon Jovi wystąpili na koncercie Live Earth w New Jersey.

## Muzycy
Obecny skład zespołu

- Jon Bon Jovi – wokal prowadzący, gitara (od 1983)
- Tico Torres – perkusja, instrumenty perkusyjne (od 1983)
- David Bryan – instrumenty klawiszowe, wokal wspierający (od 1983)
- Phil X – gitara (od 2016, 2011, 2013 – trasy koncertowe The Circle/Greatest Hits i What about now w zastępstwie Richiego Sambory, który pauzował z powodów rodzinnych),
- Hugh McDonald – gitara basowa (od 2016)

Byli członkowie
- Richie Sambora – gitara, wokal (1983–2013)
- Alec John Such – gitara basowa, wokal wspierający (1983–1994, 2001)
- Dave „The Snake” Sabo – gitara prowadząca (1983)

Muzycy towarzyszący
- Bobby Bandiera – gitara, wokal wspierający (od 2003)
- Jeff Kazee – instrumenty klawiszowe, wokal wspierający (2003–2006)
- Lorenza Ponce – skrzypce, wokal wspierający (2007–2008)

## Dyskografia

### Albumy studyjne
| 1984                           | Bon Jovi - Data: 21 stycznia 1984 - Wydawca: Mercury Records - Format: CD, CS                                    | 43 | 39 | – | – | –  | 38 | – | –  | –  | 71 | - US: 2× platyna - CAN: złoto                                                                  |                     |
| 1985                           | 7800° Fahrenheit - Data: 12 kwietnia 1985 - Wydawca: Mercury Records - Format: CD, CS                            | 37 | 30 | – | – | 40 | 5  | – | 10 | 11 | 28 | - US: platyna - CAN: platyna                                                                   |                     |
| 1986                           | Slippery When Wet - Data: 18 sierpnia 1986 - Wydawca: Mercury Records - Format: CD, CS                           | 1  | 1  | 2 | 1 | 11 | 10 | 2 | 3  | 1  | 6  | - US: 12× platyna - AUS: 6× platyna - CAN: 10× platyna - GER: platyna - UK: 3× platyna         | - świat: 28,000,000 |
| 1988                           | New Jersey - Data: 13 września 1988 - Wydawca: Mercury Records - Format: CD, CS                                  | 1  | 1  | 5 | 1 | 4  | 2  | – | 1  | 1  | 1  | - US: 7× platyna - AUS: 2× platyna - CAN: 5× platyna - GER:7× platyna - UK: 2× platyna         | - świat: 18,000,000 |
| 1992                           | Keep the Faith - Data: 3 listopada 1992 - Wydawca: Mercury Records - Format: CD, CS                              | 5  | 1  | 2 | 8 | 2  | 3  | 3 | 3  | 3  | 1  | - US: 2× platyna - AUS: 3× platyna - CAN: 5× platyna - GER:6× platyna - UK: platyna            |                     |
| 1995                           | These Days - Data: 27 czerwca 1995 - Wydawca: Mercury Records - Format: CD, CS                                   | 9  | 1  | 1 | 1 | 1  | 1  | 1 | 2  | 1  | 1  | - US: platyna - AUS: platyna - CAN: 2× platyna - GER: złoto - UK: 2× platyna                   |                     |
| 2000                           | Crush - Data: 13 czerwca 2000 - Wydawca: Island/Mercury Records - Format: CD, CS                                 | 9  | 1  | 1 | 4 | 1  | 2  | 1 | 2  | 1  | 1  | - US: 2× platyna - AUS: platyna - CAN: 2× platyna - GER: 2× platyna - UK: platyna - POL: złoto | - świat: 9,000,000  |
| 2002                           | Bounce - Data: 8 października 2002 - Wydawca: Island/Mercury Records - Format: CD, CS                            | 2  | 5  | 3 | 3 | 2  | 3  | 2 | 4  | 2  | 2  | - US: złoto - AUS: złoto - CAN: platyna - GER: platyna - UK: złoto                             | - świat: 6,000,000  |
| 2005                           | Have a Nice Day - Data: 20 września 2005 - Wydawca: Island/Mercury Records - Format: CD, digital download        | 2  | 1  | 1 | 1 | 1  | 1  | 1 | 3  | 1  | 2  | - US: platyna - AUS: złoto - CAN: platyna - UK: złoto                                          | - świat: 7,000,000  |
| 2007                           | Lost Highway - Data: 8 czerwca 2007 - Wydawca: Island/Mercury Records - Format: CD, digital download             | 1  | 2  | 1 | 1 | 1  | 1  | 1 | 4  | 1  | 2  | - US: platyna - AUS: złoto - CAN: 3× platyna - GER: platyna - UK: złoto                        | - świat: 4,000,000  |
| 2009                           | The Circle - Data: 10 listopada 2009 - Wydawca: Island Records - Formats: CD, digital download                   | 1  | 4  | 2 | 1 | 1  | 1  | 4 | 9  | 1  | 2  | - US: złoto - AUS: złoto - GER: złoto - UK: złoto                                              |                     |
| 2013                           | What About Now - Data: 8 marca 2013 - Wydawca: Island Records - Formats: CD, digital download                    | 1  | 1  | 1 | 1 | 2  | 2  | – | 1  | –  | 2  |                                                                                                |                     |
| 2015                           | Burning Bridges - Data: 21 sierpnia 2015 - Wydawca: Mercury Records - Format: CD, digital download               | 13 | 3  | 1 | 4 | 1  | –  | 2 | 25 | 2  | 3  |                                                                                                |                     |
| 2016                           | This House Is Not for Sale - Data: 21 października 2016 - Wydawca: Island Records - Format: CD, digital download | 1  | 1  | – | – | 3  | –  | 8 | 10 | –  | 5  |                                                                                                |                     |
| 2020                           | 2020 - Data: 2 października 2020 - Wydawca: Island Records - Format: CD, digital download                        |    |    |   |   |    |    |   |    |    |    |                                                                                                |                     |
| 2024                           | Forever - Data: 7 czerwca 2024 - Wydawca: Universal/EMI - Format: CD, LP, digital download                       |    |    |   |   |    |    |   |    |    |    |                                                                                                |                     |
| „–” pozycja nie była notowana. | |    |    |   |   |    |    |   |    |    |    |                                                                                                |                     |

### Albumy koncertowe
| Rok  | Album                                                                                         | Pozycja na liście | Pozycja na liście | Pozycja na liście | Pozycja na liście | Pozycja na liście | Pozycja na liście | Pozycja na liście | Pozycja na liście | Pozycja na liście | Pozycja na liście | Certyfikaty                           | Nakład |
| Rok  | Album                                                                                         | US                | AUS               | AT                | CAN               | GER               | JAP               | NL                | SWE               | SWI               | UK                | Certyfikaty                           | Nakład |
| ---- | --------------------------------------------------------------------------------------------- | ----------------- | ----------------- | ----------------- | ----------------- | ----------------- | ----------------- | ----------------- | ----------------- | ----------------- | ----------------- | ------------------------------------- | ------ |
| 2001 | One Wild Night Live 1985–2001 - Data: 22 maja 2001 - Wydawca: Island Records - Format: CD, CS | 20                | 6                 | 2                 | 4                 | 3                 | 99                | 2                 | 7                 | 1                 | 2                 | - CAN: złoto - GER: złoto - UK: złoto |        |

### Kompilacje
| 1994                           | Cross Road - Data: 10 października 1994 - Wydawca: Mercury Records - Format: CD, CS                                         | 8  | 1  | 1  | 1 | 1  | 1  | 2  | 2  | 1 | 1  | - US: 4× platyna - AUS: 4× platyna - CAN: 10× platyna - GER: 2× platyna - UK: 5× platyna - POL: złoto | - świat: 20,000,000 |
| 2001                           | Tokyo Road: Best of Bon Jovi - Data: 28 marca 2001 - Wydawca: Universal Japan - Kompilacja wydana tylko w Japonii           | –  | –  | –  | – | –  | 5  | –  | –  | – | –  | | - świat: 400,000    |
| 2003                           | This Left Feels Right - Data: 4 listopada 2003 - Wydawca: Island/Mercury Records - Format: CD, digital download             | 14 | 11 | 2  | 5 | 3  | 5  | 6  | 23 | 3 | 4  | - CAN: złoto - GER: złoto - UK: złoto                                                                 |                     |
| 2004                           | 100,000,000 Bon Jovi Fans Can’t Be Wrong - Data: 16 listopada 2004 - Wydawca: Island Records - Format: CD, digital download | 53 | –  | 50 | – | 37 | 13 | 40 | –  | – | 90 | - US: złoto                                                                                           |                     |
| 2010                           | Greatest Hits The Ultimate Collection - Data: 9 listopada 2010 - Wydawca: Island Records - Format: 2xCD, digital download   | –  | –  | –  | – | –  | –  | –  | –  | – | –  | - POL: złoto                                                                                          |                     |
| 2012                           | Inside Out - Data: 27 listopada 2012 - Wydawca: Island Records - Format: CD, digital download                               | –  | –  | –  | – | –  | –  | –  | –  | – | –  | |                     |
| „–” pozycja nie była notowana. | |    |    |    |   |    |    |    |    |   |    | |                     |

## Wideografia
| 1993                           | Keep the Faith: An Evening with Bon Jovi - Data: 1993 - Wydawca: Mercury - Format: VHS, Laserdisc, CDi    | – | – | –  | –  | – |                |
| 1995                           | Live From London - Data: 1995 (15 września 2003 na DVD) - Wydawca: Universal - Format: VHS, Video CD, DVD | – | – | –  | –  | – |                |
| 2000                           | The Crush Tour - Data: 4 grudnia 2000 - Wydawca: Mercury - Format: DVD                                    | 3 | – | –  | –  | – | - AUS: platyna |
| 2003                           | This Left Feels Right Live - Data: 10 lutego 2004 - Wydawca: Island - Format: DVD                         | 3 | 1 | 28 | –  | – | - AUS: złoto   |
| 2007                           | Lost Highway: The Concert - Data: 23 listopada 2007 - Wydawca: Universal/Mercury - Format: DVD            | 3 | 2 | –  | 17 | – | - AUS: platyna |
| 2009                           | Live at Madison Square Garden - Data: 20 listopada 2009 - Wydawca: Island - Format: DVD, Blu-ray          | 4 | 1 | 35 | 8  | 5 | - AUS: złoto   |
| „–” pozycja nie była notowana. | |   |   |    |    |   |                |